# Ryakuō
Ryakuō (japanisch 暦応) ist eine japanische Ära (Nengō) von Oktober 1338 bis Mai 1342 nach dem gregorianischen Kalender. Der vorhergehende Äraname ist Kenmu, die nachfolgende Ära heißt Kōei. Die Ära fällt in die Regierungszeit des Thronprätendenten Kōmyō.
Der erste Tag der Ryakuō-Ära entspricht dem 11. Oktober 1338, der letzte Tag war der 31. Mai 1342. Die Ryakuō-Ära dauerte fünf Jahre oder 1329 Tage.

## Ereignisse
- 1339 Tennō Go-Daigo dankt ab, Go-Murakami wird sein Nachfolger
- 1339 Kitabatake Chikafusa verfasst das Jinnō Shōtōki (神皇正統記), eine Chronik zur Legitimierung des Südhofs
- 1340 Kitabatake Chikafusa verfasst das Shokugenshō (職原抄)
- 1341 Kō no Morofuyu besiegt in einer Schlacht Kitabatake Chikafusa und Oda Haruhisa